# Trude Herr
Trude Herr (née le 4 mai 1927 à Cologne, morte le 16 mars 1991 à Lauris) est une actrice et chanteuse allemande.

## Biographie
Son père, Robert Herr, est conducteur de locomotives ; il est emprisonné dans les camps de concentration nazis à cause de son appartenance au Parti communiste. Elle lui écrira la chanson Papa qu'elle chantera lors de ses funérailles. Elle même sera membre du SPD. En 1943, l'appartement est détruit dans un bombardement, la famille vit pendant six ans à Ewersbach, en Hesse. Trude travaille comme dactylographe dans la mairie de Dillenburg. En 1946, elle travaille à l'office du tourisme d'Aix-la-Chapelle. Puis à partir de 1948, elle fait de la figuration au Millowitsch-Theater à Cologne.
En 1949, elle fonde avec son ami et mentor Gustav Schellhardt le Kölner Lustspielbühne dont l'existence est brève. Après la faillite, elle gagne sa vie entre 1949 et 1954 comme serveuse au Barberina, un bar homosexuel.
En 1954, elle se produit au moment du carnaval comme récitante, inspirée par Grete Fluss, et se fait vivement applaudir. Au Millowitsch-Theater, elle joue dans Der verkaufte Großvater en compagnie de Willy Millowitsch, Elsa Scholten et Franz Schneider son premier grand rôle le 29 août 1955. Willi Schaeffers, le chef du cabaret Tingel-Tangel à Berlin, la découvre et l'engage en 1958. Avec sa version allemande de Percolator, intitulée Ich will keine Schokolade (ich will lieber einen Mann), elle atteint la 18e place des ventes. Elle le chante dans le film Marina et commence ainsi une carrière au cinéma. En août 1964, elle fait un premier voyage de cinq mois dans les pays sahariens. En 1969, elle rencontre le touareg tunisien Ahmed M’Barek qu'elle fait venir en Allemagne puis l'épouse ; le couple se sépare en 1976.
Le 9 septembre 1977, elle ouvre dans son Severinstraße son théâtre, le Theater im Vringsveedel. On y joue des œuvres populaires. Elle écrit des vaudevilles. Son partenaire de scène est souvent Hans Künster. Les pièces se jouent de septembre à fin décembre, autrement le théâtre sert à d'autres fonctions ou est vide. Sans subventions municipales, l'activité vivote entre 1977 et 1982. Malgré ses succès dans les théâtres de Rhénanie du Nord-Westphalie, à cause de problèmes de santé, elle met fin à sa carrière le 27 février 1986.
Entre octobre 1986 et janvier 1987, elle enregistre avec le producteur Thomas Brück l'album Ich sage, was ich meine, constitué de reprises en allemand de succès internationaux. La chanson Niemals geht man so ganz, interprétée avec Wolfgang Niedecken de BAP et Tommy Engel de Bläck Fööss, est vingtième des ventes en août 1987. Après six opérations de chirurgie majeure sur le cou et sur les jambes, elle part en juillet 1987 dans les Fidji. En janvier 1991, elle et son compagnon Samuel Bawesi quittent les îles et retournent à Cologne. Le mois suivant, elle s'installe à Lauris, en Provence, où elle meurt peu après d'une insuffisance cardiaque. Elle est enterrée au Nordfriedhof de Cologne.

## Discographie sélective

### Singles
- Quatschkopp-Marsch / Laß das mal den Vater machen (1959; Philips)
- Ich will keine Schokolade / In der Spelunke „Zur alten Unke“ (1960; Philips)
- Morgens bin ich immer müde / So schön wie du (1960; Philips)
- Oh, Heinrich / 33 144 mal (1960; Philips)
- Tschitschibum / Weil ich so sexy bin (1961; Philips)
- Er war stets ein Kavalier / Laß das sein (1961; Philips)
- Brautjammer (Hör’ ich die Glocken) / Ich kann weinen wie ein Wasserfall (1961; Philips)
- Spiegel-Twist / Autofahrer-Blues (1962; Polydor)
- Französisch sprechen kann ich fast gar nicht / So ein Mann ist ein komisches Gewächs (1963; Polydor)
- Mein bester Freund heißt Luxi / Ich bin eine Frau von Format (1963; Polydor)
- Mama, er ist schon wieder hier / Ja, er kann lügen (1964; Polydor)
- So einfach ist die Liebe nicht / Nein, ich laß mich nicht fotografieren (1964; Polydor)
- Du warst lieb zu mir / Nach dem dritten Schoppen (1965; Polydor, unveröffentlicht)
- Er schaut in die Röhre / So sind die Männer (1967; Mondial)
- Wir tragen’s mit Humor / Es ist schade um die Zeit (1969; CBS)
- Mama, ich bin e so bang / Mal sagt er ja (1973; BASF-Cornet)
- Ich ben dodurch / Conditorei (1978; TVV)
- Die Stadt / Älter sein  (1987; EMI Electrola)
- Niemals geht man so ganz / Föhlenz (1987; EMI Electrola)
- Beast of Burden (Die Hipp vum Nümaat) / Die Unschuld (avec Wolfgang Niedecken) (1987; EMI Electrola)
- Versteh’ / Ich weiß jenau wat de meinz (1988; EMI Electrola)

### EPs
- Bumsvallera (Der Alte bleibt / Sputnik / Blau sind die Veilchen / Wenn ich dich besehe avec Kurt-Adolf Thelen; 1958; Philips)
- Unsere tollen Tanten in der Südsee (Gus Backus: Coca mit Rum / Blue Caprice: Laylani / Trude Herr: Hula-Twist / Blue Caprice: Unter den Sternen der Südsee; 1963; Polydor)

### LPs
- Gunter Gabriel: Damen wollen Kerle (Gunter Gabriel und Trude Herr: Mama Molly’s Makkaroni Band) (1978; Polydor)
- Ich sage, was ich meine (1987; EMI Electrola)

### CDs
- Ich sage, was ich meine (1987; EMI Electrola)
- Ich will keine Schokolade (1998; Bear Family Records)

## Filmographie

### Actrice

#### Cinéma
- 1959 : Alle Tage ist kein Sonntag : Fanny Knöbel
- 1959 : Drillinge an Bord : Lady Zocker
- 1959 : Du bist wunderbar : Madeleine
- 1959 : Natürlich die Autofahrer : Frau Rumberg, Fahrlehrerin
- 1960 : Conny und Peter machen Musik : Miss Nordsee
- 1960 : Drei schräge Vögel : Helga
- 1960 : Immer will ich dir gehören : Frieda Bollinger
- 1960 : Marina : Trude Pippes
- 1960 : O sole mio (de) : Frau Wellmax
- 1960 : Schlager-Raketen : Sängerin / Elle-même
- 1960 : Der letzte Fußgänger (de) : Frau im Zug
- 1961 : ...und du, mein Schatz, bleibst hier : Trude
- 1961 : Adieu, Lebewohl, Goodbye : Tilli Adler
- 1961 : L'Auberge du Cheval noir ('Im schwarzen Röß) : Maxie Sperling
- 1961 : Immer Ärger mit dem Bett : Erna Meyer
- 1961 : Robert und Bertram : Klara Ziegel
- 1961 : Unsere tollen Tanten : Edeltraut
- 1962 : Café Oriental : Valentine
- 1962 : Der 42. Himmel : Frau Beifleiß
- 1962 : Drei Liebesbriefe aus Tirol : Isolde Spieß
- 1962 : Ohne Krimi geht die Mimi nie ins Bett : Gina
- 1963 : … denn die Musik und die Liebe in Tirol : Rehlein
- 1963 : Im singenden Rößl am Königssee : Sieglinde
- 1963 : Bal masqué à Scotland Yard : Maddalena
- 1963 : Mit besten Empfehlungen : Juliane Kahr, seine Schwester
- 1963 : Sing, aber spiel nicht mit mir : Sängerin Trude Herr
- 1964 : Das siebente Opfer (de) : Molly Dobson
- 1964 : Die ganze Welt ist himmelblau : Mrs. Kiekebusch
- 1964 : In the Wild West : Joana Stanton
- 1964 : Unsere tollen Tanten in der Südsee : Aglaja Schultz
- 1967 : Couchés dans le foin... : Trude Dorn
- 1971 : Die tollen Tanten schlagen zu : Trude Moll
- 1971 : Hurra, bei uns geht's rund : Frau Knoll

#### Télévision
Séries télévisées
- 1967 : Schwabinger Vorstadtbrettl : Braut / Rheinische Walküre
- 1984 : Geschichten aus der Heimat : .(Ep. Das Sonderangebot)

Téléfilms
- 1955 : Der verkaufte Grossvater : Magd Billa
- 1955 : Zwangseinweisung : Köchin Anna
- 1966 : Rhein-Melodie - Wein, Gesang und gute Laune : Neureiche Dame
- 1976 : Tango - Tango
- 1981 : Scheidung op Kölsch : Katharina Engel
- 1982 : Auftakt zur Session - Eine karnavalästerische Klamotteske : Alberta Labberitz
- 1983 : Frankensteins Schwiegermutter : Gloria Gleuel
- 1983 : Schöne Bescherung - Ein Beitrag zum Fest von Trude Herr : Frau Ahrens
- 1984 : Die Millionärin : Sophie Schmitz
- 1984 : Fröhliches Beileid : Marianne Müller

### Productrice

#### Cinéma
- 1965 : Jakob und Rahel

#### Télévision
Séries télévisées
- 1965 : Südwärts durch Sonne und Sand

### Réalisatrice

#### Cinéma
- 1965 : Jakob und Rahel

#### Télévision
Séries télévisées
- 1965 : Südwärts durch Sonne und Sand
- 1984 : Geschichten aus der Heimat

Téléfilms
- 1981 : Scheidung op Kölsch
- 1982 : Auftakt zur Session - Eine karnavalästerische Klamotteske
- 1983 : Frankensteins Schwiegermutter
- 1983 : Schöne Bescherung - Ein Beitrag zum Fest von Trude Herr
- 1984 : Die Millionärin
- 1984 : Fröhliches Beileid

### Scénariste

#### Cinéma
- 1965 : Jakob und Rahel

#### Télévision
Séries télévisées
- 1965 : Südwärts durch Sonne und Sand
- 1984 : Geschichten aus der Heimat

Téléfilms
- 1981 : Scheidung op Kölsch
- 1982 : Auftakt zur Session - Eine karnavalästerische Klamotteske
- 1983 : Frankensteins Schwiegermutter
- 1983 : Schöne Bescherung - Ein Beitrag zum Fest von Trude Herr
- 1984 : Die Millionärin

### Directrice de la photographie

#### Cinéma
- 1965 : Jakob und Rahel

#### Télévision
Séries télévisées
- 1965 : Südwärts durch Sonne und Sand

### Parolière

#### Cinéma
- 1960 : Conny und Peter machen Musik
- 1961 : Unsere tollen Tanten
- 1962 : Café Oriental
- 1962 : Ohne Krimi geht die Mimi nie ins Bett
- 1963 : L'Auberge enchantée (Im singenden Rößl am Königssee)
- 1963 : Maskenball bei Scotland Yard - Die Geschichte einer unglaublichen Erfindung
- 1964 : Unsere tollen Tanten in der Südsee
- 2002 : Ein Leben lang kurze Hosen tragen

#### Télévision
Séries télévisées
- 1965 : Musik aus Studio B
- 1967 : Die Rudi Carrell Show
- 1987 : So isses
- 1988 : Na siehste
- 1999 : T.V. Kaiser

Téléfilms
- 1981 : Scheidung op Kölsch
- 1983 : Frankensteins Schwiegermutter
- 1984 : Die Millionärin
- 1984 : Fröhliches Beileid
- 1999 : Der große Helga Feddersen Abend: Die Wanne ist voll